# (21360) Bobduff
(21360) Bobduff est un astéroïde de la ceinture principale.

## Description
(21360) Bobduff est un astéroïde de la ceinture principale. Il fut découvert le 8 avril 1997 à Kitt Peak par le projet Spacewatch. Il présente une orbite caractérisée par un demi-grand axe de 3,20 UA, une excentricité de 0,12 et une inclinaison de 0,5° par rapport à l'écliptique.